# Famille Bowes-Lyon
Pour les articles homonymes, voir Bowes et Lyon (homonymie).
La famille Bowes-Lyon est une famille de la noblesse écossaise, descendante du 9e comte de Strathmore et Kinghorne, John Lyon, et de la riche héritière Mary Eleanor Bowes. À la suite de leur mariage en 1767, le nom de famille devient Lyon-Bowes, puis Bowes-Lyon.
Le membre le plus connu de la famille est Elizabeth Bowes-Lyon, devenue par son mariage avec le prince Albert, duc d'York (futur George VI), reine consort du Royaume-Uni, puis reine mère au décès de son mari.

## Principaux membres de la famille
- John Lyon (1740-1792), 9e comte de Strathmore et Kinghorne, et Mary Bowes (1749-1800), comtesse de Strathmore et Kinghorne.
  - John Bowes (1769-1820), 10e comte de Strathmore et Kinghorne.
  - Thomas Lyon-Bowes (1773-1846), 11e comte de Strathmore et Kinghorne.
    - Thomas Lyon-Bowes (1801-1834), Lord Glamis.
      - Thomas Lyon-Bowes (1822-1865), 12e comte de Strathmore et Kinghorne.
      - Claude Bowes-Lyon (1824-1904), 13e comte de Strathmore et Kinghorne.
        - Claude Bowes-Lyon (1855-1944), 14e comte de Strathmore et Kinghorne.
          - Mary Bowes-Lyon (1883-1961), Lady Elphinstone.
          - Patrick Bowes-Lyon (1884-1949), 15e comte de Strathmore et Kinghorne.
            - Timothy Bowes-Lyon (1918-1972), 16e comte de Strathmore et Kinghorne.

          - John Bowes-Lyon (1886-1930), joueur de cricket.
            - Anne Bowes-Lyon (1917-1980), princesse de Danemark.
            - Nerissa Bowes-Lyon (1919-1986), internée à l'hôpital royal d'Earlswood (en) pour personnes handicapées mentales.
            - Katherine Bowes-Lyon (1926-2014), internée à l'hôpital royal d'Earlswood pour personnes handicapées mentales.

          - Fergus Bowes-Lyon (1889-1915), soldat britannique.
          - Rose Bowes-Lyon (1890-1967), comtesse Granville.
          - Elizabeth Bowes-Lyon (1900-2002), épouse du roi George VI, mère de la reine Élisabeth II et de la princesse Margaret.
          - David Bowes-Lyon (1902-1961), Lord Lieutenant du Hertfordshire.

        - Patrick Bowes-Lyon (1863-1946), joueur de tennis britannique, vainqueur en double à Wimbledon (1887).

## Les sœurs handicapées mentales
Alors que l'édition de 1963 de Burke's Peerage avait présenté Nerissa et Katherine Bowes-Lyon comme mortes en 1940 et 1961,, il est révélé en 1987 que les sœurs étaient en réalité bien vivantes et depuis 1941 pensionnaires de l'hôpital royal d'Earlswood (en) pour personnes handicapées mentales. Dans la terminologie de l'époque, les deux sœurs étaient classées comme « imbéciles » et elles n'avaient pas appris à parler. La suggestion d'une dissimulation royale est rejetée dans la presse par Lord Clinton, qui a suggéré que sa tante Fenella, mère de Nerissa et Katherine, avait rempli le formulaire pour Burke d'une façon erronée car elle était « une personne imprécise » ; cependant, Burke a inclus des dates de décès précises pour les deux sœurs. Les deux sœurs sont au cœur du septième épisode de la quatrième saison de la série The Crown, sur Netflix.

## Pour approfondir